# La Puye
La Puye is een gemeente in het Franse departement Vienne (regio Nouvelle-Aquitaine). De gemeente telde 604 inwoners op 1 januari 2022. De plaats maakt deel uit van het arrondissement Châtellerault.

## Geschiedenis
De gemeente werd aan het einde van de achttiende eeuw opgericht. In 1819 werd de voormalige gemeente Cenan opgeheven en gevoegd bij La Puye.

## Geografie
De oppervlakte van La Puye bedraagt 24,0 km², de bevolkingsdichtheid is 24,0 inwoners per km².
De onderstaande kaart toont de ligging van La Puye met de belangrijkste infrastructuur en aangrenzende gemeenten.

## Demografie
Onderstaande figuur toont het verloop van het inwonertal (bron: INSEE-tellingen).

## Klooster
In La Puye was er een priorij die afhing van de abdij van Fontevraud. In 1820 vestigden zich hier de Dochters van het Kruis, geleid door de later heilig verklaarde zuster Jeanne-Élisabeth Bichier des Âges, die in 1836 in het klooster in La Puye overleed. Het klooster van La Puye is het moederhuis van de congregatie die in verschillende landen gevestigd is.